# 1987年6月逝世人物列表
1987年逝世人物列表：1月 - 2月 - 3月 - 4月 - 5月 - 6月 - 7月 - 8月 - 9月 - 10月 - 11月 - 12月
1987年6月逝世人物列表，是用於匯總1987年6月期間逝世人物的列表。

## 依日期排序

### 1日
- Khwaja Ahmad Abbas，72歲，印度電影導演、編劇、小說家和記者。
- 埃羅爾·巴羅（Errol Barrow），67歲，加勒比政治家，巴巴多斯總理。[1]
- 弗朗西斯·伯奇（Francis B. Burch），68歲，美國政治家，馬里蘭州總檢察長，癌症。[2]
- 拉希德·卡拉米，65歲，黎巴嫩政治家，黎巴嫩總理，遇刺身亡。[3]

### 2日
- 喬治·多里奧特（Georges Doriot），87歲，法國出生的美國商人，創立了美國研究與開發公司（American Research and Development Corporation），癌症。[4]
- 克勞斯·甘伯（Klaus Gamber），70歲，德國天主教禮儀師。
- Sammy Kaye，77歲，美國樂隊領隊和詞曲作者（“Blueberry Hill”，“Harbour Lights”），癌症。[5]
- 弗朗索瓦·佩鲁（François Perroux），83歲，法國經濟學家，法蘭西學院教授。[6]
- 塞巴斯蒂安·馬修斯·西吉斯蒙德·德·拉尼茨（Sebastiaan Matheus Sigismund de Ranitz），86歲，荷蘭法學家和納粹合作者。[7]
- 安德烈斯·塞戈维亚，94歲，西班牙古典吉他演奏家，心臟病發作。[8]

### 3日
- 布魯諾·伯納德（Bruno Bernard），75歲，美國攝影師，以拍攝玛丽莲·梦露（Marilyn Monroe）的照片而聞名，癌症。[9]
- 杰基·菲尔茨，79歲，美國職業拳擊手，世界次中量級冠軍。[10]
- 柯特·麥克道爾（Curt McDowell），42歲，美國地下電影製片人，愛滋病。[11]
- 瑪律科姆·麥克勞德，73歲，美國執法人員，北卡羅來納州羅伯遜縣警長，心臟病發作。[12]
- 艾倫·蒙塔古-斯圖爾特-沃特利-麥肯齊，52歲，英國地主和世襲貴族，上議院議員。[13]
- 威爾·桑普森，53歲，美國演員（飛越瘋人院），腎功能衰竭。[14]
- 赫伯特·舒爾茨（Herbert Schultze），77歲，二戰期間的德國潛艇指揮官。

### 4日
- Maurizio Vitale Cesa，41歲，義大利企業家和運動服發明家，愛滋病患者。[15]
- 安·埃弗斯，71歲，美國電影女演員。
- 諾埃爾·吉倫（Noel Guillen），60歲，特立尼達板球運動員。[16]
- Dean Moon，60歲，美國汽車設計師。[17]

### 5日
- 曼塞爾·卡特（Mansel Carter），85歲，美國商人和探礦者，癌症。
- 瓦桑特·庫瑪律·潘迪特（Vasant Kumar Pandit），66歲，印度政治家，國會議員。

### 6日
- 亞歷山大·阿爾特曼（Alexander Altmann），81歲，奧匈帝國出生的美國東正教猶太學者和拉比。[18]
- 科林·科拉漢（Colin Colahan），90歲，澳大利亞畫家和雕塑家。[19]
- 富爾頓·麥凱（Fulton Mackay），64歲，蘇格蘭演員和劇作家，胃癌。[20]
- 森茉莉，84歲，日本作家，心力衰竭。[21]
- 理查·蒙克，71歲，德國演員。
- 愛德華·佩蒂什卡，63歲，捷克斯洛伐克作家。
- Aneesur Rahman，59歲，印度出生的美國物理學家（分子动力学）。[22]
- Dragan Sotirović，74歲，塞爾維亞出生的南斯拉夫軍隊少校。

### 7日
- 約翰·布洛費爾德（John Blofeld），74歲，英國亞洲思想和宗教作家，癌症。[23]
- 吳昌征，70歲，臺灣棒球運動員，曾在日本打球（千葉羅德海洋、讀賣巨人）。[24]
- 桥本万太郎（Hashimoto Mantaro），54歲，日本漢學家和語言學家。[25]
- Herbert M. Seneviratne，61歲，斯裡蘭卡作詞家和演員。[26]
- 卡希特·扎里福格魯（Cahit Zarifoğlu），46歲，土耳其詩人和作家。[27]

### 8日
- 加里·德里斯科爾，41歲，美國R&B風格鼓手，被謀殺。[28]
- George Finey，92歲，澳大利亞報紙藝術家。[29]
- Yogi Horton，33歲，美國 R&B、放克、爵士和搖滾鼓手，自殺。
- 亞歷山大·伊奧拉斯，79歲，埃及出生的美國藝術畫廊主，愛滋病。[30]
- 丹尼爾·曼德爾，91歲，美國電影剪輯師。[31]
- 雅克·弗雷德·佩特魯斯（Jacques Fred Petrus），39歲，西印度出生的商人，後迪斯科音樂的先驅，被謀殺。

### 9日
- 肯尼斯·阿爾特豪斯（Kenneth Althaus），91歲，美國陸軍準將。[32]
- 拉亚·杜纳耶夫斯卡娅（Raya Dunayevskaya），77歲，俄羅斯出生的美國哲學家，美國马克思主义人文主义創始人。[33]
- 莫妮克·哈斯，77歲，法國鋼琴家。[34]
- 古斯塔夫·哈坎森（Gustaf Håkansson），101歲，瑞典自行車手，他在66歲時參加了一場比賽。[35]
- Louis Van Iersel，93歲，美國陸軍中士，榮譽勳章獲得者。[36]
- 麥琪·甘迺迪，96歲，美國女演員，呼吸衰竭。[37]
- 格蘭登·羅茲，82歲，美國演員。[38]
- Wilhelm Runge，91歲，德國電氣工程師和物理學家（雷达）。

### 10日
- Daud Beureueh，87歲，印尼亞齊軍事總督。[39]
- Shamraj Bhalerao，88歲，印度貴族。
- 伊麗莎白·哈特曼（Elizabeth Hartman），43歲，美國女演員（再生緣、你現在是個大男孩）。[40]
- Jeevan，71歲，印度演員。
- 阿蘭·蒙佩蒂（Alain Montpetit），36歲，加拿大電視和廣播名人和演員，吸毒過量。
- Booty Wood，67歲，美國爵士長號手。[41]

### 11日
- 拉爾夫·古爾達爾（Ralph Guldahl），75歲，美國職業高爾夫球手。[42]
- 亞歷山大·洛克申（Aleksandr Lokshin），66歲，蘇聯古典音樂作曲家。
- 恩里克·德爾·莫拉爾（Enrique del Moral），82歲，墨西哥建築師。
- 阿爾瓦羅·維埃拉·平托（Álvaro Vieira Pinto），77歲，巴西哲學家和翻譯家。
- BS Madhava Rao，87歲，印度數學家和物理學家。
- 丹·瓦迪斯，49歲，美國演員（大力神），吸毒過量。

### 12日
- 圖維亞·比爾斯基，81歲，白俄羅斯激進分子，比爾斯基集團領導人。[43]
- 比尔·爱德华兹，81歲，美國NFL教練（底特律雄狮）。[44]
- Paul Janes，75歲，德國國際足球運動員（福尔图娜杜塞尔多夫、德國國家足球隊）。[45]
- C. F. Russell，90歲，美國神秘學家。
- 阿波斯托爾·索科洛夫，69歲，保加利亞足球運動員（保加利亞、索菲亞列夫斯基）。[46]
- 約瑟夫·圖斯克，80歲，波蘭弦樂器製作師，波蘭總理唐納德·圖斯克的祖父。

### 13日
- 哈克·貝茨，90歲，美國職業棒球大聯盟球員（費城費城人）。[47]
- 维拉·卡斯帕里（Vera Caspary），87歲，美國編劇，小說家和劇作家，中風。[48]
- 伯納德·赫斯林（Bernard Hesling），82歲，英裔澳大利亞壁畫家和畫家。[49]
- 约翰尼·海伊，30歲，美國NBA籃球運動員（菲尼克斯太阳），車禍。[50]
- Kanam E. J.，61歲，印度小說家、短篇小說家和作詞家。
- 海因茨·克洛斯，82歲，德國語言學家。[51]
- 塞米爾·梅裡奇（Cemil Meriç），70歲，土耳其作家和翻譯家。[52]
- 傑拉丁·佩之（Geraldine Page），62歲，美國女演員（豐饒之旅（The Trip to Bountiful）、洪多（Hondo）、夏天和煙霧（Summer and Smoke）），心臟病發作。[53]

### 14日
- 斯坦尼斯瓦夫·巴雷哈（Stanisław Bareja），57歲，波蘭電影製片人（泰迪熊）。
- Curt Boettcher，43歲，美國音樂家和唱片製作人，心臟病發作。[54]
- Les Favell，57歲，澳大利亞板球運動員。[55]
- 布尔汉丁·哈拉哈普，70歲，印尼政治家和律師，印尼總理，心臟病發作。[56]

### 15日
- 沃爾特·海勒（Walter Heller），71歲，美國經濟學家，经济顾问委员会主席，心臟病發作。[57]
- J. M. Johnson，75歲，奈及利亞政治家和聯邦內閣部長。

### 16日
- 瑪格麗特·德·安傑利（Marguerite de Angeli），98歲，美國作家和兒童讀物插畫家（牆上的門）。[58]
- June Knight，74歲，美國戲劇和電影女演員和歌手，中風。[59]
- Wandjuk Marika，56-57歲，澳大利亞原住民畫家、演員、作曲家和原住民土地權利活動家。[60]
- Mangal Singh，95歲，印度政治家和立法者，中央立法議會議員。
- 鶴田浩二，62歲，日本演員和歌手，肺癌。
- Kid Thomas Valentine，91歲，美國爵士小號手和樂隊領隊。[61]

### 17日
- 迪克·豪澤，51歲，美國職業棒球大聯盟棒球運動員和經理（克里夫蘭守護者、堪萨斯市皇家），腦瘤。[62]

### 18日
- 哈羅德·切爾尼斯（Harold F. Cherniss），83歲，美國古典學家和古代哲學史學家。[63]
- 傑伊·勞倫斯（Jay Lawrence），63歲，美國單口喜劇演員和演員。[64]
- 布魯斯·馬歇爾（Bruce Marshall），87歲，蘇格蘭作家（馬拉奇神父的奇跡）。[65]
- 喬治·尼斯基（Georgy Nissky），84歲，蘇聯畫家。[66]
- Art Spector，66歲，美國籃球運動員（波士顿凯尔特人）。[67]

### 19日
- C. R. Cheney，80歲，英國中世紀歷史學家。[68]
- 伊恩·唐納德（Ian Donald），76歲，英國醫生，率先在產科中使用超聲進行診斷。[69]
- 約瑟夫·施瓦布（Joseph Schwab），26歲，澳大利亞的德國狂歡殺手，被員警槍殺。[70]
- Pearl Vasudevi，72歲，斯裡蘭卡女演員。[71]

### 20日
- Salim Ali，90歲，印度鳥類學家和博物學家，前列腺癌。[72]
- 弗雷德里克·巴特勒（Frederic B. Butler），90歲，第二次世界大戰中美國陸軍的美國軍官。[73]
- 列昂尼德·哈裡托諾夫，57歲，蘇聯演員，中風。
- 嵯峨浩，73歲，日本貴婦和回憶錄作家。

### 21日
- 馬里亞諾·卡納多（Mariano Cañardo），81歲，西班牙公路賽車手。
- 艾布拉姆·查辛斯，83歲，美國作曲家、鋼琴家和作家，癌症。[74]
- 伊士曼·雅各斯，84-85歲，美國空氣動力學家。[75]
- Madman Muntz，73歲，美國商人、工程師和汽車推銷員。[76]
- Kyril Vassilev，79歲，保加利亞裔美國肖像畫家，心臟病發作。[77]
- 菲爾·溫特勞布，79歲，美國職業棒球大聯盟球員（纽约巨人），心臟病發作。[78]

### 22日
- 尼古拉斯·阿爾克馬德（Nicholas Alkemade），64歲，二戰期間皇家空軍的英國尾炮手，在5.5公里的自由落體中倖存下來。[79]
- 弗雷德·阿斯泰爾，88歲，美國演員，歌手和舞者（甜姐兒、沖天大火災），肺炎。[80]
- 毛邦初，83歲，中國陸軍少將。[81]
- 約翰·休伊特，79歲，北愛爾蘭詩人。[82]
- 穆罕默德·塔奇·烏德·丁·希拉利（Muhammad Taqi-ud-Din al-Hilali），94歲，摩洛哥薩拉菲人。
- 約瑟夫·邁耶（Joseph Meyer），93歲，美國詞曲作者（California， Here I Come、如果你認識蘇茜）。
- 老羅伯特·N·C·尼克斯，88歲，美國政治家，美國眾議院議員，心臟驟停。[83]
- Frank Rehak，60歲，美國爵士長號手，喉癌。

### 23日
- 阿德里安娜·蓋斯納（Adrienne Gessner），90歲，奧地利女演員。[84]
- Tito Lara，54歲，波多黎各歌手。
- 瑪麗·薩默塞特，博福特公爵夫人，90歲，英國貴婦，特克的玛丽的侄女。[85]
- Muhammad Subuh Sumohadiwidjojo，86歲，印尼蘇布德運動創始人。[86]

### 24日
- Linc Chamberland，46歲，美國爵士吉他手，白血病。
- 傑基·葛里森，71歲，美國演員和喜劇演員（江湖浪子、追追追），癌症。[87]
- 海因斯·詹森（Hines Johnson），76歲，牙買加西印度群島板球運動員。[88]

### 25日
- 約翰·內斯·貝克，56歲，美國作曲家和合唱音樂編曲家，癌症。
- Boudleaux Bryant，67歲，美國夫妻歌曲創作團隊（“Love Hurts”、“Wake Up Little Susie”）的一半成員，癌症。[89]
- Nibaran Chandra Laskar，85歲，印度歌手和政治家，國會議員。[90]
- Tony Skyrme，64歲，英國物理學家，栓塞。[91]

### 26日
- 亨克·巴丁斯，80歲，印尼-荷蘭作曲家。[92]
- 阿瑟·F·伯恩斯，83歲，奧匈帝國出生的美國外交官，美國駐西德大使，心臟手術。[93]
- 喬治·詹森，74歲，美國爵士蘆葦演奏家。
- 韋恩·梅蘭，41歲，美國NFL橄欖球運動員（克利夫兰布朗），飛機失事。[94]
- 理查·皮姆，86歲，英國公務員和海軍軍官。[95]
- 格哈德·瓦格納（Gerhard Wagner），88歲，德國海軍少將。[96]
- 托尼·韋伯斯特，65歲，美國編劇，食道癌。[97]

### 27日
- 拉托米爾·杜貢吉奇，71歲，南斯拉夫政治家和大使，波斯尼亞和黑塞哥維那社會主義共和國總統。
- 奧爾西亞·佛林特，33歲，好色客雜誌的美國聯合出版人，拉里·弗林特的妻子，服藥過量後溺水身亡。[98]
- Pat McGuigan，52歲，愛爾蘭歌手。
- 唐納德·尼克鬆，72歲，美國總統理查德·尼克松的美國兄弟，肺炎。[99]
- František Šafránek，56歲，捷克斯洛伐克國際足球運動員（布拉格杜克拉、捷克斯洛伐克國家足球隊），心力衰竭。[100]
- W. Horace Schmidlapp，71歲，美國投資銀行家和百老匯製片人，卡羅爾·蘭迪斯的丈夫。[101]
- 比利·斯內登（Billy Snedden），60歲，澳大利亞政治家，眾議院議長，反對黨領袖，心臟病發作。[102]

### 28日
- Gajananrao Joshi，76歲，印度歌手和小提琴家。
- 吉姆·泰勒（Jim Taylor），86歲，澳大利亞出生的巴布亞紐幾內亞探險家，肺炎。[103]

### 29日
- 伊丽莎白·科顿（Elizabeth Cotten），94歲，美國民謠和藍調音樂家。[104]
- C·漢密爾頓·埃利斯，78歲，英國鐵路作家和畫家。[105]
- 安东尼奥·扬尼，82歲，義大利足球經理和國際球員（拖連奴足球會、意大利國家足球隊），奧運獎牌得主。[106]
- Ēriks Pētersons，77歲，拉脫維亞國際足球運動員（歷加斯足球會、拉脫維亞國家足球隊）和冰球運動員（拉脫維亞）。
- 默里·桑德斯（Murray Sanders），77歲，美國醫生和軍官，二戰期間的生物戰先驅。[107]
- Shmuel Tamir，64歲，以色列獨立鬥士和律師。[108]

### 30日
- Ramani Bartholomeusz，20歲，斯裡蘭卡女演員和模特，1985年斯里蘭卡小姐，被推出行駛中的汽車。[109]
- King Donovan，69歲，美國演員和導演，癌症。[110]
- 莫裡斯·傑拉蒂（Maurice Geraghty），78歲，美國編劇、電影導演和製片人。
- 李漢魂，91歲，中國陸軍上將。
- 费德里科·蒙波（Federico Mompou），94歲，西班牙作曲家和鋼琴家，呼吸衰竭。[111]

### 未知日期
- 葛籣·戴利，66-67歲，蘇格蘭歌手和藝人（凱爾特之歌）。[112]
- 約翰·雷諾茲（John J. Reynolds），97歲，美國奧運馬拉松運動員。[113]